# Премія «Золота малина» за найгірший фільм
Премія «Золота малина» за найгірший фільм — нагорода на щорічній премії «Золота малина» за найгірший фільм минулого року. За 39 проведених церемоній у категорії «Найгірший фільм» було номіновано 202 фільми, і визначено 42 переможці (включно з трьома нічиїми).

## Переможці
Нижче наведено список переможців у категорії «Найгірший фільм»:

### 1980-ті роки
| Рік  | Фільм                           | Кінокомпанія                       | Продюсер (-и)                           | Дж.   |
| ---- | ------------------------------- | ---------------------------------- | --------------------------------------- | ----- |
| 1980 | Музику не зупинити              | Associated Film Distribution       | Аллан Карр                              | [ 1 ] |
| 1981 | Дорога матуся                   | Paramount Pictures                 | Френк Ябланс                            | [ 1 ] |
| 1982 | Інчхон                          | MGM                                | Міцухару Ішіі                           | [ 1 ] |
| 1983 | Самотня леді                    | Universal Studios                  | Роберт Р. Вестон                        | [ 1 ] |
| 1984 | Болеро                          | Cannon Films                       | Бо Дерек                                | [ 1 ] |
| 1985 | Рембо: Перша кров, частина II   | TriStar Pictures, Carolco Pictures | Базз Фейтшанс                           | [ 1 ] |
| 1986 | Говард-качка                    | Universal Studios                  | Ґлорія Кац                              | [ 1 ] |
| 1986 | Під вишневим місяцем            | Warner Bros.                       | Боб Кавалло, Джо Руффало, Стів Фаргнолі | [ 1 ] |
| 1987 | Леонард шостий                  | Columbia Pictures                  | Білл Косбі                              | [ 1 ] |
| 1988 | Коктейль                        | Touchstone Pictures                | Тед Філд, Роберт В. Корт                | [ 1 ] |
| 1989 | Зоряний шлях 5: Останній кордон | Paramount Pictures                 | Гарв Беннетт                            | [ 1 ] |

### 1990-ті роки
| Рік  | Фільм                   | Кінокомпанія                   | Продюсер (-и)                        | Дж.    |
| ---- | ----------------------- | ------------------------------ | ------------------------------------ | ------ |
| 1990 | Пригоди Форда Ферлейна  | 20th Century Fox               | Стівен Перрі, Джоел Сільвер          | [ 2 ]  |
| 1990 | Привиди цього не можуть | Triumph Releasing              | Бо Дерек                             | [ 2 ]  |
| 1991 | Гудзонський яструб      | TriStar Pictures               | Джоел Сільвер                        | [ 3 ]  |
| 1992 | Світло у темряві        | 20th Century Fox               | Керол Баум, Говард Розенман          | [ 4 ]  |
| 1993 | Непристойна пропозиція  | Paramount Pictures             | Шеррі Лансінг                        | [ 5 ]  |
| 1994 | Колір ночі              | Hollywood Pictures             | Базз Фейтшанс, Девід Маталон         | [ 6 ]  |
| 1995 | Стриптизерки            | MGM, United Artists            | Чарльз Еванс, Алан Маршалл           | [ 7 ]  |
| 1996 | Стриптиз                | Columbia Pictures, Castle Rock | Ендрю Берґман, Майк Лобелл           | [ 8 ]  |
| 1997 | Листоноша               | Warner Bros.                   | Кевін Костнер, Стів Тіш, Джим Вілсон | [ 9 ]  |
| 1998 | Гори, Голлівуд, гори    | Hollywood Pictures             | Бен Майрон, Джо Естерхас             | [ 10 ] |
| 1999 | Дикий, дикий Вест       | Warner Bros.                   | Джон Пітерс, Баррі Зонненфельд       | [ 11 ] |

### 2000-ні роки
| Рік  | Фільм                         | Кінокомпанія                          | Продюсер (-и)                                                                                             | Дж.    |
| ---- | ----------------------------- | ------------------------------------- | --- | ------ |
| 2000 | Поле битви — Земля            | Warner Bros., Franchise Pictures      | Джонатан Д. Крейн, Елі Самаха, Джон Траволта                                                              | [ 12 ] |
| 2001 | Пішов ти, Фредді              | 20th Century Fox                      | Ларрі Брезнер, Говард Лапідес, Лорен Ллойд                                                                | [ 13 ] |
| 2002 | Віднесені                     | Screen Gems                           | Метью Вон                                                                                                 | [ 14 ] |
| 2003 | Джилі                         | Columbia Pictures, Revolution Studios | Мартін Брест, Кейсі Сільвер                                                                               | [ 15 ] |
| 2004 | Жінка-кішка                   | Warner Bros.                          | Деніз Ді Нові, Едвард МакДоннелл                                                                          | [ 16 ] |
| 2005 | Брудне кохання                | First Look Pictures                   | Джон Ашер, Бі Джей Дейвіс, Род Гамільтон, Кімберлі Кейтс, Майкл Манассері, Дженні Маккарті, Трент Волфорд | [ 17 ] |
| 2006 | Основний інстинкт 2           | MGM, C2 Pictures                      | Маріо Кассар, Джоел Б. Майклз, Ендрю Вайна                                                                | [ 18 ] |
| 2007 | Я знаю, хто мене вбив         | TriStar Pictures                      | Девід Ґрейс, Френк Манкузо-мол.                                                                           | [ 19 ] |
| 2008 | Секс-гуру                     | Paramount Pictures                    | Ґері Барбер, Майкл Де Лука, Майк Маєрс                                                                    | [ 20 ] |
| 2009 | Трансформери: Помста полеглих | Paramount, DreamWorks, Hasbro         | Лоренцо ді Бонавентура, Ієн Брайс, Том ДеСанто, Дон Мерфі                                                 | [ 21 ] |

### 2010-ті роки
| Рік  | Фільм                                                | Кінокомпанія                           | Продюсер (-и)                                                          | Дж.    |
| ---- | ---------------------------------------------------- | -------------------------------------- | ---------------------------------------------------------------------- | ------ |
| 2010 | Останній володар стихій                              | Paramount Pictures, Nickelodeon Movies | Френк Маршалл, Кетлін Кеннеді, Сем Мерсер, М. Найт Ш'ямалан            | [ 22 ] |
| 2011 | Джек і Джилл                                         | Columbia Pictures                      | Тодд Ґарнер, Джек Джіаррапуто, Адам Сендлер                            | [ 23 ] |
| 2012 | Сутінки. Сага. Світанок: Частина 2                   | Summit Entertainment                   | Вік Ґодфрі, Стефені Маєр, Карен Розенфельт                             | [ 24 ] |
| 2013 | Фільм 43                                             | Relativity Media                       | Пітер Фарреллі, Раян Кавано, Джон Пенотті, Чарльз Б. Весслер           | [ 25 ] |
| 2014 | Врятувати Різдво                                     | Samuel Goldwyn Films                   | Даррен Доан, Рафі Генлі, Аманда Россер, Девід Шеннон                   | [ 26 ] |
| 2015 | Фантастична четвірка                                 | 20th Century Fox                       | Саймон Кінберг, Метью Вон, Гатч Паркер, Роберт Кульцер, Ґреґорі Ґудмен | [ 27 ] |
| 2015 | П'ятдесят відтінків сірого                           | Universal Pictures, Focus Features     | Майкл Де Лука, Дана Брунетті, Еріка Леонард Джеймс                     | [ 27 ] |
| 2016 | Америка Гілларі: Таємна історія Демократичної партії | Quality Flix                           | Джеральд Молен                                                         | [ 28 ] |
| 2017 | Емоджі Муві                                          | Columbia Pictures                      | Мішель Раймо Куяте                                                     | [ 29 ] |
| 2018 | Голмс та Ватсон                                      | Columbia Pictures                      | Вілл Феррелл, Адам Мак-Кей, Джиммі Міллер, Клейтон Таунсенд            | [ 30 ] |
| 2019 | Кішки                                                | Universal Pictures                     | Дебра Гейворд, Тім Беван, Ерік Фелнер, Том Гупер                       | [ 31 ] |

### 2020-ті роки
| Рік  | Фільм                 | Кінокомпанія                                        | Продюсер (-и)                            | Дж.    |
| ---- | --------------------- | --------------------------------------------------- | ---------------------------------------- | ------ |
| 2020 | Абсолютний доказ      | One America News Network                            | Мері Фаннінг, Бреннон Гоуз, Майк Лінделл | [ 32 ] |
| 2021 | Діана: Мюзикл         | Netflix                                             | Девід Браян, Джо ДіП'єтро, Френк Маршалл | [ 33 ] |
| 2022 | Білявка               | Netflix                                             | Діде Ґарднер, Джеремі Кляйнер, Бред Пітт | [ 34 ] |
| 2023 | Вінні-Пух: Кров і мед | Altitude Film Distribution, Jagged Edge Productions | Скотт Чемберс, Рис Фрейк-Вотерфілд       | [ 35 ] |
| 2024 | Мадам Павутина        | Columbia Pictures                                   | Лоренцо ді Бонавентура                   | [ 36 ] |

## Кіностудії з кількома номінаціями та нагородами
| Номінації | Перемоги | Дистрибьютор                                   |
| --------- | -------- | ---------------------------------------------- |
| 1         | 1        | Altitude Film Distribution                     |
| 1         | 0        | Analysis Film Distribution                     |
| 2         | 0        | Artisan Entertainment                          |
| 4         | 1        | Associated Film Distribution                   |
| 2         | 0        | Boll KG                                        |
| 2         | 0        | Brightlight Pictures                           |
| 1         | 1        | C2 Pictures                                    |
| 4         | 1        | Cannon Films                                   |
| 4         | 1        | Carolco Pictures                               |
| 2         | 1        | Castle Rock Entertainment                      |
| 29        | 7        | Columbia Pictures                              |
| 1         | 0        | Disney+                                        |
| 6         | 1        | DreamWorks                                     |
| 1         | 0        | Ekipa                                          |
| 1         | 0        | Entertainment One                              |
| 1         | 1        | First Look Pictures                            |
| 1         | 1        | Focus Features                                 |
| 1         | 0        | Freestyle Releasing                            |
| 1         | 0        | Gramercy Pictures                              |
| 1         | 0        | Gravitas Ventures                              |
| 1         | 0        | HBO Films                                      |
| 3         | 2        | Hollywood Pictures                             |
| 1         | 0        | Landay Entertainment                           |
| 10        | 0        | Lionsgate Films                                |
| 1         | 0        | Lorimar Productions                            |
| 11        | 3        | Metro-Goldwyn-Mayer                            |
| 1         | 0        | Miramax Films                                  |
| 3         | 2        | Netflix                                        |
| 7         | 0        | New Line Cinema                                |
| 2         | 1        | Nickelodeon Movies                             |
| 1         | 1        | One America News Network                       |
| 1         | 0        | Open Road Films                                |
| 2         | 0        | Orion Pictures                                 |
| 21        | 6        | Paramount Pictures                             |
| 1         | 0        | Paramount+                                     |
| 1         | 0        | Platinum Dunes                                 |
| 2         | 0        | PolyGram Filmed Entertainment                  |
| 1         | 1        | Quality Flix                                   |
| 2         | 0        | Quiver Distribution                            |
| 1         | 0        | Regent Releasing                               |
| 4         | 1        | Revolution Studios                             |
| 2         | 0        | Romar Entertainment                            |
| 1         | 0        | Saban Films                                    |
| 1         | 0        | Savoy Pictures                                 |
| 1         | 1        | Screen Gems                                    |
| 1         | 0        | Seven Arts Productions                         |
| 1         | 0        | STX Entertainment                              |
| 6         | 1        | Summit Entertainment                           |
| 1         | 0        | Skydance Media                                 |
| 4         | 1        | Touchstone Pictures                            |
| 9         | 3        | TriStar Pictures                               |
| 2         | 1        | Triumph Releasing                              |
| 19        | 4        | 20th Century Studios (раніше 20th Century Fox) |
| 13        | 1        | United Artists                                 |
| 22        | 4        | Universal Pictures                             |
| 2         | 0        | Vertical Entertainment                         |
| 2         | 0        | Village Roadshow Pictures                      |
| 4         | 0        | Walt Disney Pictures                           |
| 38        | 5        | Warner Bros.                                   |

## Кінофраншизи з кількома номінаціями
| Номінації | Франшиза                           |
| --------- | ---------------------------------- |
| 5         | DC Comics                          |
| 4         | Трансформери                       |
| 3         | Рембо                              |
| 3         | Сутінки. Сага                      |
| 3         | Кіновсесвіт Людини-павука від Sony |
| 2         | Відьма з Блер                      |
| 2         | П'ятдесят відтінків сірого         |
| 2         | Щелепи                             |
| 2         | Медея                              |
| 2         | Роккі                              |
| 2         | Зоряні війни                       |
| 2         | Самотній Рейнджер                  |

Станом на 2024 рік жодна франшиза не отримала більше однієї перемоги.